# Boldo
El boldo (Peumus boldus Molina, 1782) és un arbre originari de les zones costaneres de Xile.

## Etimologia
Peumus és la llatinització del seu nom tradicional a Xile i boldus està dedicat a D. Boldo, botànic espanyol.

## Descripció
El boldo, és un arbre dioic de 5-6 m, que pot assolir més de 30 m d'alçada. El tipus d'arrel és axomorfa, típica de les dicotiledònies. El tipus de tija és llenyosa, d'un diàmetre superior a 1 m.
Les fulles són simples, amb el marge sencer, de disposició oposada, forma d'ovalada a el·líptica, de color verd intens, sèssils o amb un pecíol curt, fan uns 4-6 cm de llargada i 3.4 d'ample. El limbe és gruixut, rígid, trencadís, i amb les vores lleugerament voltejades. La seva textura a l'anvers és coriàcia, presenta nombroses protuberàncies blanques acabades en un tricoma cònic, curt i fàcilment trencadís; i el revers és glauc, presenta tricomes estrellats, i una nervadura notòria. El tipus de pilositat és pubescent.
En ser un arbre dioic presenta les flors masculines en un individu, i les femenines en un altre. Les flors es disposen en forma de cimes dioiques terminals i poc denses, amb una agrupació que oscil·la fins a una dotzena. Són de color blanquinós o rosaci, i neixen de peduncles esvelts i vellosos. La corol·la presenta set pètals de color groc clar. La flor masculina presenta un androceu amb nombrosos estams encorbats, i la flor femenina presenta un sol gineceu, i nombrosos carpels uniovulats.
El tipus de fruit és una drupa.

## Ecologia
- Distribució mundial: creix espontàniament a zones seques i assolellades de Xile, a les regions andines de Sud-amèrica, i també es cultiva a Itàlia i al nord d'Àfrica.
- Distribució a Catalunya: no es troba al nostre país; només n'arriba com a importació de Xile o d'altres zones on es cultiva.
- Hàbitat: el boldo és una planta endèmica de Xile, creix des de Limarí fins a Osorna (IV i X regions, 30º a 40º latitud sud), entre els 5-1000 m d'altitud. En sòls profunds, generalment pedregosos, i en clima amb tendència mediterrània.
- Recol·lecció: s'han de collir les fulles verdes i assecar-les a l'ombra a una temperatura inferior a 40 °C.

## Usos
Les seves fulles, que tenen una aroma forta, es fan servir culinàriament principalment a l'Amèrica Llatina.
Les fulles es fan servir igualment en forma d'infusió principalment a l'Argentina i Xile.
Les fulles de boldo contenen un alcaloide: la boldina. Tenen propietats colagogues i digestives, hepatòniques i sedants.
Estan contraindicades en cas d'hipersensibilitat a la substància activa.

## Farmacologia

### Part utilitzada
La part utilitzada com a droga són les fulles.

### Composició química
- Olis essencials (2%): semblant al del quenopodi, és ric en cineol (30%), cimol, ascaridol (40-45%), eugenol, pinè i terpineol, eucaliptol, camfora.
- Alcaloides (0,1-0,5%): boldina (25%), boldoglucina (0,3%), esparteina, isocoridina, laurotetanina, norisocoridina, i altres 15 alcaloides més.
- Glicòsids flavonics: peumosid, boldosid, fragosid, boldoglucina (heterosid mal definit). Àcid cítric, tanins, oxalat de calci, i altres substàncies aromàtiques.
- Cumarines.
- Resines.
- Aigua (5-8%)
- Material mineral (8-12%)
- Lípids (5-10%).

### Usos medicinals
Aprovades per la comissió E del Ministeri de Sanitat Alemany:
- Dispèpsies.
- A més, tradicionalment s'ha utilitzat per al tractament de la discinèsia biliar, colelitiasi, anorèxia, infeccions genitourinàries, restrenyiment i artritis.

### Accions farmacològiques/propietats
Té propietats colagogues o colerètiques, i protectores hepàtiques, aperitiva, antihelmíntica, digestiva, fungicida, i diürètica. A dosis elevades, és anestèsic, sedant i hipnòtic.

### Toxicitat
A dosis elevades, o sense diluir, l'oli essencial del boldo és un dels més tòxics, presenta un potent efecte irritant, pot provocar convulsions, vòmits, diarrees, i símptomes d'epilèpsia. Es recomana d'utilitzar-lo en tractaments discontinus.

## Observacions

### Preparacions
- Infusió: 2-4 g de fulles per tassa, després dels àpats.
- Pols: 1-2 g per dosis.
- Extracte fluid (1:1): 0,5-1 per dosi.
- Tintura (1:5): 1 g, tres cops al dia.
- Tintura mare: 30 gotes, tres cops al dia.
- Oli essencial: 5 gotes per dosi.
- Nebulitzat: 50 mg, tres cops al dia.
- Extracte fluid: 20 gotes, tres cops al dia.

### Altres usos
L'escorça és rica en tanins i s'utilitza en els processos de tractament de les pells animals. El seu fruit (drupa) és comestible.